# Talbot Lago T26C-DA
O  T26C-DA é o modelo que a Talbot Lago utilizou nas temporadas de 1950 e 1951 da Fórmula 1.Teve como pilotos Eugène Chaboud,Johnny Claes,Philippe Étancelin,Yves Giraud-Cabantous,Georges Grignard,Eugène Martin e Louis Rosier.
1. ↑  https://www.statsf1.com/pt/talbot-lago-t26c-da.aspx